# 魚雷艇5号
魚雷艇5号（ローマ字：PT No.5, PT-805、YAS-54）は、海上自衛隊の魚雷艇。5号型魚雷艇の1番艇。

## 艦歴
「魚雷艇5号」は、昭和28年度計画丙型駆潜艇805号艇として、東造船で1955年6月23日に起工され、1956年2月8日に進水、1956年10月12日に就役し、横須賀地方隊横須賀基地警防隊に編入された。
1956年11月16日、横須賀基地警防隊隷下に新編された第1魚雷艇隊に「魚雷艇1号」、「魚雷艇2号」、「魚雷艇6号」とともに編入された。
1959年6月1日、第1魚雷艇隊が横須賀防備隊隷下に編成替え。
1971年3月27日、特務船に種別変更され、船名が特務船54号（YAS-54）に改称。
1974年3月30日、除籍。